# João de Azevedo

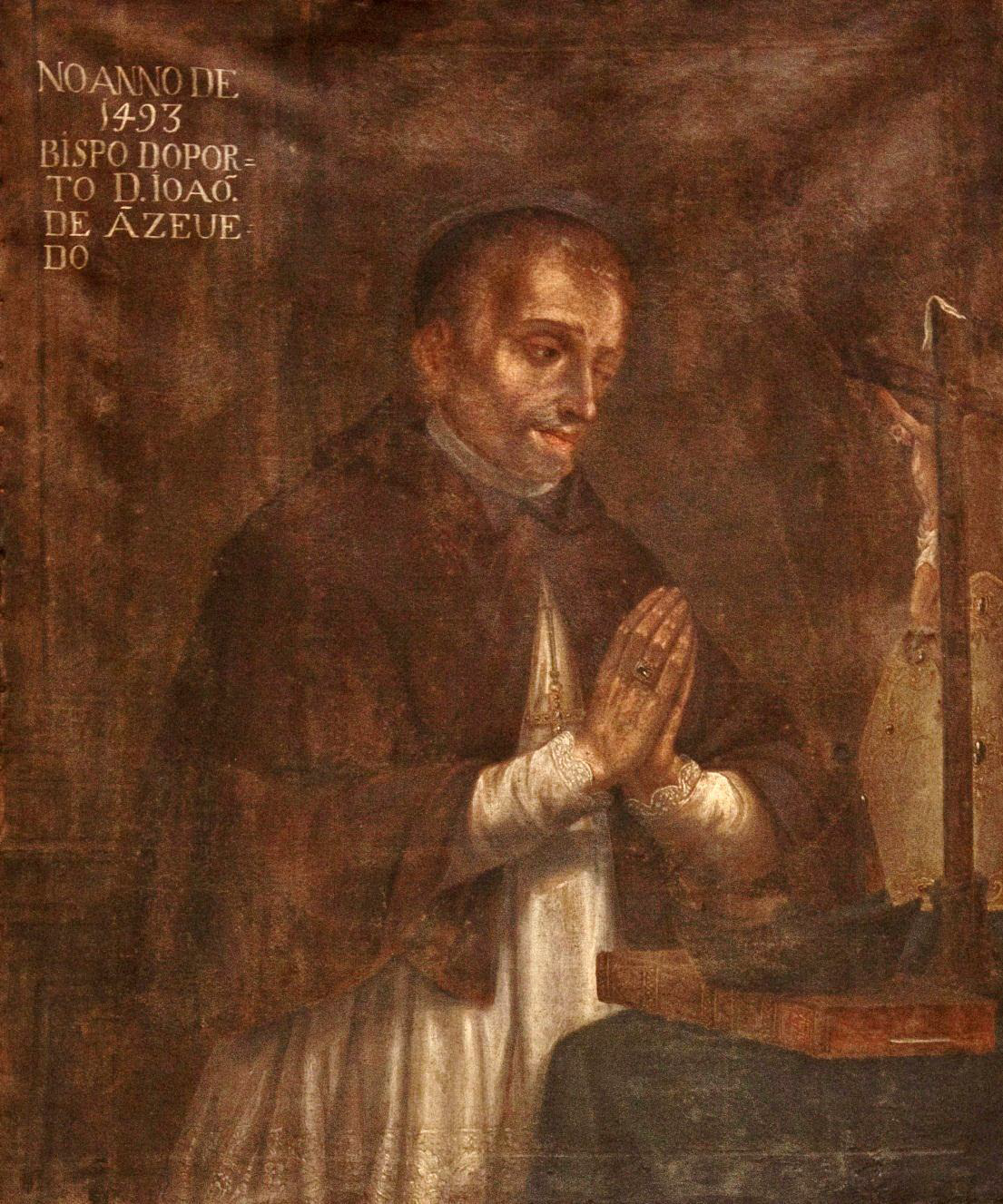
D. João de Azevedo (Paço Episcopal do Porto).

D. João de Azevedo (Lisboa?, c. 1430? – Lisboa, Xabregas, 27.07.1517) foi um fidalgo e prelado português do século XV para o século XVI.

## Biografia
D. João de Azevedo terá nascido em Lisboa, desconhecendo-se ao certo a data, mas muito provavelmente entre 1430 e 1435, filho de Luís Gonçalves Malafaya (c. 1389 – 1464), rico-homem, vedor da Fazenda e embaixador a Castela, e de sua mulher Filipa de Azevedo (? – Castanheira, 10.11.1492), filha de Lopo Dias de Azevedo (c. 1363 – 1441), Senhor de São João de Rei, das Terras de Bouro e de Aguiar, etc., e de sua mulher D. Joana Gomes da Silva, Senhora da Honra e Torre de Silva, etc.
Estudou Direito na Universidade de Paris de 1455 a 1460 e regressando a Portugal integrou o Conselho de D. Afonso V. Desempenhava o cargo de Deão da Sé de Lisboa quando foi nomeado, em 1465, por D. Afonso V, que o apresentou para Bispo da Diocese do Porto.
Ocupou a dignidade de 31.º Bispo do Porto, entre 1465 e 1495. 
Em contraste com o seu antecessor, conseguiu manter boas relações com a cidade do Porto, e em 20.07.1471 obteve um acordo vinculando o bispo, o cabido e a Câmara do Porto, que há décadas andavam desavindos por motivos relativos ao pagamento de taxas.
Em 1487, partiu para uma Romagem, deixando o Governo da Diocese ao Bispo de Ceuta.
Além de amigo pessoal de D. João II, foi também o executor da Bula papal de Inocêncio VIII, de 29.12.1491, que nomeou o bastardo real D. Jorge (1481–1550) para o governo do mestrado das Ordens de Santiago e Avis. Foi também muito próximo da irmã do rei, a princesa Santa Joana. Em 12.05.1490, pouco antes de morrer, a princesa, que estava em Aveiro, entregou o seu sobrinho D. Jorge ao bispo D. João para "olhar por ele até que El´Rei diga o que melhor convirá fazer-se". No dia 15 de junho de 1490, Azevedo levou assim D. Jorge até Évora, onde o rei e a corte o receberam.
Em 1491, o bispo benzeu a primeira pedra da Igreja nova do Conventos dos Lóios, em Évora, cuja obra receberia donativos do rei D. João II, da rainha D. Leonor e do próprio D. João de Azevedo. À Igreja deu o bispo a denominação de Nossa Senhora da Consolação, fazendo entrega solene desta, e do Convento, à Congregação dos Cónegos Seculares de São João Evangelista.
Foi apoiante consistente da expansão urbana da cidade do Porto e, a 6 de Novembro de 1491, lançou a primeira pedra para a construção da Igreja Nova do Convento de Santo Elói (Lóios), no lugar da Fonte da Arca, obra que se iniciou de imediato com o apoio financeiro do rei D. João II, da rainha D. Leonor, do Bispo e da doadora D. Violante Afonso. Em 1492 instituiu o arcediago da Régua.
Enriqueceu a Catedral com preciosas alfaias, deixando em Testamento, ao Cabido, a sua Livraria e um precioso Báculo de prata. No selo das suas audiências e correspondência, usou as armas de Azevedos e Malafayas.
Desde 1481, foi 4.º Abade comendatário do Mosteiro de S. João de Alpendurada, cargo no qual viriam depois a suceder dois dos seus filhos e, seguidamente, um seu neto, numa sequência familiar sem interrupção até finais do século XVI.
D. João de Azevedo renunciou ao seu cargo na Diocese, no final de Setembro de 1495 — coincidindo com o falecimento de D. João II, evento que muito provavelmente ditou a sua renúncia — a fim de se recolher no Convento de São João Evangelista de Xabregas, em Lisboa, onde residiu e viveu, ao que parece, durante cerca de 25 anos, como simples Donato, até à data do seu falecimento, no dia 27 de Julho de 1517, estando sepultado na Igreja do Convento.

## Descendência
Teve um filho sacrílego de Margarida Henriques, mulher solteira:
- D. Pedro de Azevedo; a 1 de Dezembro de 1480, D. Afonso V de Portugal legitima Pedro, filho (provavelmente primogênito) de D. João de Azevedo, Bispo do Porto, do seu Conselho, e de Margarida Henriques, mulher solteira, a pedido de seu pai;[9] foi fidalgo da casa real e capitão de Safim,[10] tendo morrido em combate em 1515, na jornada de Mamora, ao lado de seu irmão D. António;[2] casado com Inês Sodré, sem geração.

Teve quatro filhos sacrílegos (além de duas filhas, que foram freiras) de sua parente D. Joana de Castro (c. 1460 – c. 1532), filha de Fernão de Sousa, 1.º senhor de Gouveia e de D. Mécia de Castro. Com esta relação, ficou mais ligado à casa dos Ataídes, condes de Atouguia, pois a mãe destes seus filhos era neta materna do 1.º conde de Atouguia, e D. João de Azevedo, por sua irmã, D. Filipa de Azevedo, já era cunhado, desde o ano de 1457, do 2.º conde do mesmo título, D. Martinho de Ataíde.
D. Joana de Castro era Senhora da Honra e Quinta de Ataíde a 10 de Janeiro de 1503, data em que a Casa da Suplicação decidiu contra ela sobre o exercício de determinados direitos jurisdicionais sobre a Honra, e é referida como D. Joana de Castro na legitimação dos filhos:
- D. Manuel da Silva (1486–1578), legitimado, com seus irmãos, por Carta Real de D. Manuel I de Portugal,[16] como filho do Bispo D. João e D. Joana de Castro, onde aparece como D. Manuel da Silva, Sucessor na Honra e Quinta de Ataíde bem como na Honra e Quinta de Barbosa, em Penafiel de Sousa. Em outros documentos[14]ao longo da sua vida, porém, é sempre referido como D. Manuel de Azevedo. Teve dois filhos que ficaram famosos: o Beato Inácio de Azevedo e o capitão-geral e governador de Ceilão e depois vice-rei da Índia D. Jerónimo de Azevedo. A sucessão da sua casa passou para um outro dos seus filhos, D. Francisco de Ataíde e Azevedo (n. antes de 1554 – f. em 11.05.1619) e continuou nos descendentes deste até o presente;[17]
- D. Luís Gonçalves de Azevedo, legitimado, com seus irmãos Francisco e António, por Carta Real de D. Manuel I de Portugal,[18] como filho do Bispo D. João e D. Joana de Castro, onde aparece apenas como Luís Gonçalves e é o primeiro dos três. Foi moço-fidalgo da casa real e serviu em Marrocos, na praça de Safim, onde foi morto em combate em 1512.[11] Sem geração;
- D. Francisco da Silva (mais tarde citado em documentos como D. Francisco de Azevedo), legitimado, com seus irmãos Luís e António, por Carta Real de D. Manuel I de Portugal,[18] como filho do Bispo D. João e D. Joana de Castro, onde aparece como Francisco da Silva e é o segundo dos três. Foi abade comendatário do mosteiro de Alpendurada e depois serviu em Safim, onde foi morto em 20.05.1516, numa jornada chefiada por Nuno Fernandes de Ataíde;[11]
- D. António de Azevedo, legitimado, com seus irmãos Luís e Francisco, por Carta Real de D. Manuel I de Portugal,[18] como filho do Bispo D. João e D. Joana de Castro, onde aparece apenas como D. António de Azevedo e é o último dos três. Esteve para casar com sua prima co-irmã D. Isabel de Castro, que depois foi mulher de Simão de Miranda, comendador de Povos. Foi desembargador da Casa da Suplicação e de seguida abade comendatário do mosteiro de Alpendurada e do de Bustelo. Esteve na malograda armada que foi a Mamora (Marrocos) em 1515, sendo mortalmente ferido nos combates que culminaram na retirada das forças portuguesas.[11] Foi sepultado em jazigo na capela de Santa Cruz na Igreja do Convento de N.ª Sr.ª da Conceição, em Leça da Palmeira, onde figurava um brasão esquartelado com as armas, nos primeiro e quarto quartéis, dos Sousas do Prado, e, nos segundo e terceiro quartéis, dos Castros de seis arruelas. Com Catarina Correia, teve geração, nomeadamente um filho homônimo, D. António de Azevedo (f. em 10.05.1596), que foi fidalgo da casa real, capelão da corte e último abade comendatário do mosteiro de Bustelo, de 26.06.1561 até o ano de 1584.[11]
- Abel Augusto Lourenço de Azevedo Gayoso 21.02.1924 até 29.05.1979 casado com Maria das Dores Rodrigues Bartolo de Azevedo. Teve geração nomeadamente um filho João Abel Rodrigues Azevedo Gayoso e uma filha Graça Maria Rodrigues de Azevedo Gayoso Defretin casada com Marc Henri Rene Orleans Defretin que teve geração nomeadamente um filho Filipe André Henri de Azevedo Orleans Defretin 03.06.2004.